# Каддафи, Саади
Саади́ Кадда́фи (араб. الساعدي القذافي‎; род. 25 мая 1973 или 28 мая 1973, Триполи) — ливийский футболист,  предприниматель и политик, кинопродюсер. Сын Муаммара Каддафи.

## Карьера

### Клубная
C 2000 по 2001 год играл за «Аль-Ахли» (Триполи), провёл 24 игры и забил 3 мяча. Стал обладателем Кубка и Суперкубка Ливии.
С 2001 по 2003 играл за другую команду из Триполи «Аль-Иттихад», в 74 играх забил 20 мячей. Дважды стал чемпионом Ливии, единожды обладателем Суперкубка и лучшим бомбардиром чемпионата.
Сын Каддафи ходил весь такой важный – вокруг все время телохранители, на тренировках стояли по 6-7 автоматчиков. Рядом с его машиной всегда ездили два джипа охраны. Так что немного высокомерия проскакивало. Как футболист он был, прямо скажем, не очень. Очень медленный. Но ему без вопросов давали бить все штрафные и пенальти. Да и менять его тоже никто не решался. Если он был готов играть и не болел, играл от свистка до свистка.
Все местные его уважали, не было никакого недовольства. После побед он мог зайти в раздевалку и дать всем денег, а кому-то мог подарить машину, дом или какой-нибудь магазин. Саади любил футбол, этого не отнять. Он ведь потом вложил деньги в «Ювентус», у него была доля в клубе. Какое-то время он жил в Италии.

С 2003 по 2004 год играл в «Перудже», но за это время на поле вышел лишь 1 раз. Аналогично сложилась его карьера и в «Удинезе» с 2005 по 2006 год. С 2006 по 2007 был в составе команды «Сампдория», но ни разу не вышел на поле.
Во время карьеры в «Перудже» был уличён в употреблении допинга, из-за чего был дисквалифицирован на 3 месяца.

### В сборной
В составе главной национальной сборной Ливии провёл 2 матча: 1 в 2001 и 1 в 2003 году.

## Достижения

### Командные
«Аль-Ахли»
- Обладатель Кубка Ливии: 2000/01
- Обладатель Суперкубка Ливии: 2001

«Аль-Иттихад»
- Чемпион Ливии: 2001/02, 2002/03
- Обладатель Суперкубка Ливии: 2003

### Личные
- Лучший бомбардир чемпионата Ливии: 2001/02 (19 мячей)

## Вне футбола
Занимался различным бизнесом и политикой. Во время Гражданской войны в Ливии занимал различные командные должности в войсках своего отца Муаммара. Командовал лояльными Каддафи войсками во время первой битвы за Бенгази, был одним из командующих во время битвы за Триполи. 11 сентября 2011 года бежал в Нигер. 29 сентября Интерпол выдал ордер на его арест. Президент Нигера официально признал, что он дал ему убежище в гуманитарных целях. 7 декабря стало известно, что мексиканские правоохранительные органы арестовали несколько человек, пытавшихся незаконно ввезти на территорию страны Саади. По словам министра внутренних дел Мексики Алехандро Пуаре, злоумышленников удалось остановить ещё в сентябре, но широкой общественности об этом решили рассказать только сейчас. Для чего Саади Каддафи собирался в Мексику и кто его там ждал, власти страны не рассказали.
7 сентября 2012 года появилась информация, что власти Нигера разрешили Саади покинуть страну.
6 марта 2014 года стало известно, что власти Нигера выдали Саади Каддафи новым властям Ливии.
В августе 2015 года в интернете была выложена видеозапись на которой человека, похожего на Саади Каддафи, избивают охранники тюрьмы. В связи с этим прокуратура Ливии начала проверку. Джо Сторк, заместитель директора по Ближнему Востоку организации Human Rights Watch, заявил, что эта видеозапись «вызывает серьезные опасения по поводу методов, используемых при допросе Саади аль-Каддафи и других задержанных в тюрьме „Аль-Хадба“».
6 декабря 2015 года в Ливии начался суд над сыном свергнутого лидера Муаммара Каддафи — Саади Каддафи, который подозревается в организации силового разгона массовых протестов в 2011 году. Каддафи инкриминируют незаконное присвоение денег Ливийской футбольной ассоциации, а также причастность к убийству футболиста Башира Аль-Рияни.
26 мая 2016 года стало известно, что суд над Саади перенесён на 12 июля по запросу адвоката обвиняемого.
3 апреля 2018 года Ливийский апелляционный суд признал Саади Каддафи невиновным в убийстве, обмане, угрозах, порабощении и диффамации футболиста Башира Раяни. При этом он был оштрафован на 500 ливийских динаров и получил один год тюремного заключения за употребление и хранение алкоголя в 2006 году.

## Личная жизнь
Женат на дочери военного командира периода Джамахирии.